# Antoine Allut
Antoine Allut (Montpellier, 23 de octubre de 1743 - París, 25 de junio de 1794) fue un abogado, político y enciclopedista francés, dedicado a la investigación del vidrio y su manufactura.

## Biografía
Su padre, también llamado Antoine Allut, era un fabricante de vidrios y cristalería, propietario de La manufacture de Glaces de Rouelles (Haute-Marne) de modo que desde edad muy temprana, Allut aprendió los oficios del rubro de la vidriería y se dedicó a su investigación. A partir de 1761 trabajó en la fábrica de su padre y más tarde se hizo cargo de ella. En 1764 contrajo matrimonio con  Marguerite Angélique Pomier, con quien tuvo una hija, Justine Allut.
Más tarde se trasladó a Uzès, donde ejerció como abogado. Fue diputado de la asamblea legislativa, por el departamento de Gard, entre el 9 de septiembre de 1791 y el 20 de septiembre de 1792.
En 1793, Allut se definió como girondino y se sumó al movimiento contra los montañeses de la Convención Nacional. Resistió la persecución algún tiempo como federalista fugitivo, pero finalmente fue arrestado. Junto a otros 33 acusados, fue condenado a muerte por el Tribunal Revolucionario y guillotinado el 25 de junio de 1794.
Anoine Allut fue el único enciclopedista ejecutado durante la revolución francesa. Su tumba se encuentra en el cementerio de Picpus en París.

## Obra
Fue miembro de las academias de Montpellier y de Dijon. Entre 1722 y 1780 escribió diecisiete monografías, artículos y notas relacionadas con la fabricación de vidrio fundido, aparte de su contribución a la Encyclopédie méthodique sobre artes de vidriería y manufactura del vidrio.